# Acrobatische Dans Sport Bond Nederland
De Acrobatische Dans Sport Bond Nederland of kortweg ADSBN is een Nederlandse sportbond voor de sport acrobatisch rock-'n-roll. 
De bond werd op 22 januari 1991 opgericht op initiatief van de rock-'n-rollverenigingen Footloose uit Eindhoven en Martini on the Rock uit Groningen. De oprichting kwam mede voort uit onvrede over het beleid van de reeds bestaande acrorockbond NRRA. De bond groeide de eerste jaren na zijn oprichting snel en al vlug werd het eerste Nederlands kampioenschap acrobatisch rock-'n-roll onder ADSBN-vlag georganiseerd. 
Heden ten dage bestaat het beleid van de bond vooral uit de organisatie van wedstrijden, het organiseren van acrorockdocentenopleidingen en beleidsbepaling betreffende de ontwikkeling van de rock-'n-rolldans-sport in het algemeen.